# Київський Вільний театр
Київський Вільний театр (рос. Свободный театр) — молодіжний театр, заснований випускниками Київського театрального інституту ім. Карпенка-Карого на чолі з режисером Артуром Артіменьєвим у листопаді 1997 року.
Театр не мав власного приміщення. Вистави відбувались переважно в Київському муніципальному академічному театрі опери та балету для дітей та юнацтва.

## Історія театру
Першою виставою театру, яка надалі стала його візитівкою, була «Чайка на ім'я Джонатан» за Річардом Бахом. За кілька років «Чайку» було показано у різних містах близько 300 разів. У Києві вистава нерідко проходила з аншлагом. У результаті, відкриття «Вільного театру», за версією видання «Киевские ведомости», було визнано найяскравішою подією театрального життя Києва 1990-х.
У 1999 році з'явився спектакль «Такі вільні метелики» Леонарда Герша. У 2002 році було поставлено нову виставу — «Діалог самців» — трагіфарс за творами А. Аверченка, В. Распутіна, П. Вежінова, П. Бессона.
У грудні 2003 року відбулася прем'єра дитячої вистави «Голий король» за казками Андерсена.
У 2007 році репертуар театру поповнила вистава «Механічний апельсин» за Ентоні Берджессом.

## Відзнаки
За час свого існування театр здобув такі нагороди й відзнаки:
- 2004 — гран-прі Міжнародного театрального фестивалю «Добрий театр» за «Діалог самців»
- 2006 — призи «За найкращу режисуру» і «За найкращий акторський дует» на Міжнародному театральному фестивалі «Підмосковні вечори»
- 2007 — «Діалог самців» було показано у позаконкурсній програмі Болгарського Національного театрального фестивалю у Враці, де театр отримав спеціальний приз.

## Контакти
- Адреса: м. Київ, вул. Межигірська, 2 (вистави проходили у різних приміщеннях)